# (1394) Algoa
(1394) Algoa – planetoida z pasa głównego asteroid okrążająca Słońce w ciągu 3 lat i 296 dni w średniej odległości 2,44 au. Została odkryta 12 czerwca 1936 roku w Union Observatory w Johannesburgu przez Cyrila Jacksona. Nazwa planetoidy pochodzi od zatoki Algoa w Południowej Afryce. Przed nadaniem nazwy planetoida nosiła oznaczenie tymczasowe (1394) 1936 LK.